# Sexfläckig bastardsvärmare
Sexfläckig bastardsvärmare, Zygaena filipendulae, är en fjärilsart i familjen bastardsvärmare, Zygaenidae. 

## Kännetecken
Ett kännetecken för sexfläckig bastardsvärmare är att den har sex röda fläckar på framvingarna. De röda fläckarna kontrasterar tydligt mot den metalliskt blåsvarta färg som framvingarna uppvisar i övrigt. Bakvingarna är motsatt färgade, de är helt röda med blåsvart inslag endast som en smal rand längs ytterkanten. Dess vingspann är 28 till 39 millimeter. Fjärilen har en mörk och lite blåskimrande kropp, liksom även ben och antenner. Puppan är spetsig i ändarna och till utseendet tvåfärgad i gult och ljusgult. Larven är gröngulaktig med svarta prickar.

## Utbredning
Sexfläckig bastardsvärmare har vid utbredning i Europa. Den förekommer även i Syrien, Kaukasus och norra Iran samt i Nordamerika. I Sverige förekommer den fortfarande tämligen allmänt från Skåne till Hälsingland men är ändå rödlistad som missgynnad, NT.

## Levnadssätt
Den främsta värdväxten för larven är käringtand. Det kan förekomma att någon annan ärtväxt är värdväxt, men det är inte så vanligt. De fullbildade insekterna besöker olika blommor och artens habitat är öppna områden där blommande örter förekommer, till exempel ängar, villaträdgårdar och hagmarker. Även skogskanter och vägrenar är platser där denna bastardsvärmare kan återfinnas. Flygperioden för arten infaller i juli. Övervintringen sker som liten larv. De larver som nästföljande år är redo att förpuppa sig gör så omkring mitten av juni.